# C'est comme ça que je t'aime (chanson)
Pour les articles homonymes, voir C'est comme ça que je t'aime.
C'est comme ça que je t'aime est une chanson pop du chanteur israélien Mike Brant sortie en 1974. Elle est écrite par Michel Jourdan.

## Postérité
La chanson donne son nom à la série télévisée québécoise C'est comme ça que je t'aime, de François Létourneau. L'histoire de la série se déroule l'année de sortie de la chanson et reprend le titre dans sa bande-originale.